# Solanum skutchii
Solanum skutchii är en potatisväxtart som beskrevs av Donovan Stewart Correll. Solanum skutchii ingår i släktet skattor som ingår i familjen potatisväxter. Inga underarter finns listade i Catalogue of Life.